# 吉田尚記
吉田 尚記（よしだ ひさのり、1975年〈昭和50年〉12月12日 - ）は、ニッポン放送のアナウンサー。ビジネス開発局ネクストビジネス部・吉田ルーム副部長。愛称は“よっぴー”。東京都中央区銀座出身。中央区立泰明小学校、麻布中学校・高等学校、慶應義塾大学文学部人間関係学科人間科学専攻卒業。東京大学大学院学際情報学府修士課程・社会情報学コースの入学試験に合格し、2025年4月に入学。身長は174cm、血液型はA型、一児の父。
『日本一忙しいラジオアナウンサー』と呼ばれている。その傍ら司会者、作家、『マンガ大賞』発起人・実行委員、バーチャルYouTuber、アニメ・アイドル評論家、落語家の顔をもつ。バーチャルMC名は『一翔剣』、落語の高座名は『十三代目冷奴』。2012年第49回ギャラクシー賞DJパーソナリティ賞を受賞。

## 概要
ニッポン放送のアナウンサーであり、傍らイベント司会にも多数出演。ラジオのみならず、テレビ出演での知名度を上げ、“日本一忙しいラジオアナ”と称される。アニメ・落語・アイドルなどの多彩な知識を持ち、ラジオアナウンサーの枠を超えた立ち位置を獲得し、幅広い層から人気を集める。「日本初のツイナビ公認アナウンサー」でもあり、Twitterアカウントは16万超のフォロワーを得ている。
2010年に『ツイッターってラジオだ! 〜ナンバーワンツイッター番組のパーソナリティがつぶやくあなたの味方を増やす59の方法〜』（講談社）で作家デビュー。2015年に発売された『なぜ、この人と話をすると楽になるのか』（太田出版）は発行部数15万部のベストセラーを記録。韓国語、中国語、タイ語に翻訳され海外販売されている。その後、毎年1〜2冊のペースで著書を発表。

## 経歴

### 生い立ち
不動産業・大家を営む家庭の3人兄弟の長男として生まれる。祖先は元々は現在の広島県の大工で江戸城建設のため東京へ上京。以降、代々建設、不動産業に携わっている。
祖父母の影響で幼少期から浅草演芸ホール・東宝名人会・東京宝塚劇場へ通う。小学校時代は肥満体型で身長150センチ、体重50キロあり「若乃花」「牛田」とあだ名されて呼ばれていた。初めて人前で喋って褒められたのは、小学校3年生のときの中央区のプラネタリウム新設お披露目イベントでのナレーターであり、公式の場で自分の声が流れる快感を覚えた。
落語とウルトラクイズの出会いにより、自分の進む道を決める。当時憧れだった人は古今亭志ん朝と福留功男。
中学時代は地理歴史部に所属。青春18きっぷで全国47都道府県を巡った。高校在学中、『全国高等学校クイズ選手権』（日本テレビ系）に出場。
1浪し、慶應義塾大学文学部へ進学。在学中は落語研究会、クイズ研究会に所属。電車の中で落語の練習をしたり、客引きの極意で「土下座」をすれば来てくれることを覚えた。今でも当時の先輩から教わった「自分のファンなんていない」「相手のニーズに合わせろ」「うるさい！いま喋っても無駄だ」という教えがアナウンサー生活に活きている。現在も十三代目冷奴の高座名でアマチュア落語家として、古典落語や創作落語を披露している。
2023年度直木賞受賞者の永井紗耶子とは、同じ慶應義塾大学文学部人間科学専攻の小林ポオルゼミの一つ下の後輩として30年来の交流がある。
2025年4月から東京大学大学院学際情報学府修士課程・社会情報学コースに入学。研究テーマはモノノフ（ももいろクローバーZのファン総称）で、「推し活はウェルビーイングをもたらすのか?〜『ももいろクローバーＺ』のファンとウェルビーイングの関係に注目して」を探求していく。

### 職歴
- 1999年4月、ニッポン放送に入社。制作部アナウンサールームに配属。同期入社は山本麻祐子（フジテレビへ移籍後、現在は同社編成局広報センター所属）。
- 2008年、『マンガ大賞』発足。発起人として実行委員に名を連ね、運営に携わる[10]。
- 2008年北京オリンピックの現地リポーターを務め、会期中は『ミューコミ』も現地から生放送した。
- 2011年6月以降、社内の組織変更に伴い、所属が編成局アナウンサー室（主任）、2012年7月1日に編成局制作部アナウンサールーム（主任）となった[11][12]。
- 2012年2月20日、パーソナリティを務める番組『オールナイトニッポンGOLD app10.jp』における企画の一環として、株式会社ニッポン放送と有限会社アドリブの共同出資により同日付で設立された株式会社トーンコネクトの代表取締役CMOとなる[13]。
- 2012年5月1日、『ミュ〜コミ+プラス』パーソナリティとして、第49回ギャラクシー賞DJパーソナリティ賞の受賞が決まる[14]。
- 2015年1月31日に自身の著作2作目『なぜ、この人と話をすると楽になるのか』を発売し、初版1万5000冊、発売1週間後に増刷、3月16日に増刷6版、5月に累計10万冊となる。
- 2015年4月1日に編成局制作部アナウンサールーム副部長となる。
- 2015年5月1日に編成局デジタルソリューション部吉田ルーム副部長となる[15]。
- 2016年6月23日に『コミュ障は治らなくても大丈夫 コミックエッセイでわかるマイナスからの会話力』をKADOKAWAから発売する。
- 2016年7月20日に「かっこいいラジオがほしい。」としてラジオ『H!nt（ヒント）』を、ニッポン放送・グッドスマイルカンパニー・Cerevoで合同企画とし、クラウドファンディングサイトCAMPFIREで資金を募り、目標金額「1300万円」を得て製品化する。2017年7月20日より発送開始となるが、のちにビックカメラで販売した[16]。
- 2016年9月9日にN高等学校でクイズ研究会が設立されて顧問に就任したと、ニコニコ生放送で学生が発表した[17]。
- 2022年7月 - 前月中から喉の不調があったことから1カ月休養。収録済みのコーナーや番組はそのまま出演するが、生放送である『ミューコミVR』に関してはラジオ放送、メタバース放送ともに出演を取りやめた。
- 2025年に開学したZEN大学においては知能情報社会学部の客員講師を兼任していた[18]。

## 人物
- 趣味は、ライブ鑑賞、アニメ、マンガ、自転車、カメラ、クイズ、デジタルガジェット、ネット配信[19]。
- 特技は、落語・アニソンDJ。資格は中国語検定4級・漢字検定2級をもつ[19]。
- 本人曰く入社当初は「基本的に必要とされていないアナウンサー」扱いであったと語る。一方で「頼まれ事を断ることが嫌いな性分」であるため、仕事のオファーはほぼ断わることをしないため重宝されている。多忙であるがそのことを楽しんでいる。親交のある西川貴教もこのことを言及しており、元はミニコーナーやリポーターが専門であったが、『西川貴教のallnightnippon SUPER!』などで徐々にキャラクターを開花させた[3]。
  - 『西川貴教のオールナイトニッポン』で、無茶振り（無理やりタックルされて骨折する[20]、熱湯をかけられる、など）でレイヴの洗礼を浴びせられている[3]。内容は当時担当していた「ブロードバンド!ニッポン」でT.M.Revolutionを特集をした回にリピート放送された内容もある。
- 愛称である「よっぴー （YOPPY）」は西川貴教によって付けられた[21]。
- ニッポン放送携帯電話情報サービスや、ニッポン放送関連のイベントなどのラジオCMにも頻繁に出演する。
- マイクネームとして、「ミュ〜コミ+プラス」のツイッターによるテキスト放送参加リスナーから名付けられた「ちんちんポテト吉田（CCP吉田）・（ちんポテ吉田）」もある。番組で募集するテーマを発表する前に、先走った参加リスナーの間で新たなマイクネームの提案が続いたため、急遽マイクネームも募集したものである（2011年1月11日放送）[22]。
- 2005年3月13日に結婚。妻のめぐみ[23]は野菜ソムリエ、ワインエキスパートとして仕事をしている。かつては声優養成所に通っていた。吉田は妻からめぐみからひさぽんと呼ばれていた。
- 2006年3月31日に第一子となる女児が誕生したことを夕方の『ブロードバンド!ニッポンLFX488最終回スペシャル ニッポン全国ヨッ!お疲れさん』と、当日深夜の『本谷有希子のオールナイトニッポン』で報告した。
- シンガーソングライターのより子と[21]、アニメーション監督の吉浦康裕と親交がある[24]。
- 家がお金持ちであることをネタにされることがしばしばある[25]。
- 俳優の塚本拓弥は小学校の同級生で、今でも親交がある。
- 身長は174cm、体重55kg（2012年6月時点）[26]。
- 大学時代に同じ落研に所属していた「ユウコさん」と交際していたと、ラジオ内で暴露される[27]。
- 親交がある人：西川貴教（歌手）、吉浦康裕（アニメ監督）。
- 好きな歌手：小沢健二、山本正之。
- 影響を受けた人：アルフレッド・アドラー、桂三木助、柳家喬太郎、見田宗介。
- 憧れの落語家：古今亭志ん朝。
- 好きな曲のジャンル：アニソン、アイドルソング、渋谷系[19]。
- 好きな映画：アニメ、ドキュメンタリー[19]。
- 好きな俳優はショートカットの女優[19]。
- 年間300冊はマンガの単行本を買っている[19]。

## エピソード
- 2002年10月から2004年3月にかけて毎週土曜深夜1時から『オールナイトニッポンリスナーズBEST』、3時から『オールナイトニッポンレコード』を担当し、1年半の間毎週深夜に生放送を4時間、2003年10月に3時間半担当した。オールナイトニッポンシリーズで1990年代以降で4時間通して担当したパーソナリティーは西川貴教と吉田のみである。
- 『ミューコミ』放送当時は、毎週月曜日に番組企画の一環として、タワーレコードの首都圏各店舗でアルバイトをした[21]。
- 東宝「シンデレラ」オーディション決勝大会（2006年）の司会など、大規模イベントの司会を務める機会も多い。2006東宝シンデレラ決勝大会に、のちに声優として共演する戸松遥が選出されている。
- 2012年12月7日には、鳥取県立米子東高等学校にて『人前で話すということ〜吉田尚記〜』と題した講演会を行った。
- テレビプロデューサーの佐久間宣行も吉田と同じ年度にニッポン放送の採用試験を受験したが、三次面接で落選。その因縁もあってか、佐久間が担当する番組では度々「局内でVRゴーグルを付けて変なことしてる」などと弄る発言をしている。

### ラジオ「H!nt」 の開発
H!nt（ヒント）とは、ラジオ本体+＆の機能をもった製品企画である。
東日本大震災時に吉田が、アナウンサーとして大切な情報を読み上げるも、何十分や何時間も聞きながら聞き取れなかったり聞き逃したなどの大事な情報が、今の技術やスマホの普及で得られていないと言う。そのような中でラジオ購入を考えたところ、ラジオの形がどれも一般的で似たり寄ったりであった。インテリアなどにできる、自身がかっこいいと思うラジオであるだけでなく、他の機能もあれば自身なら絶対買う、ということから、株式会社トーンコネクトを立ち上げた。
プッシュ式電子音（DTMF音）を組み合わせて放送局側が発信し、それが H!nt を経由してスマホにURL情報を送ることにより、この情報アドレスを瞬時に送れることで、今の曲のタイトルを知ることができる。現段階ではスマホでも検索よりも、AMラジオではノイズで聞こえないことをワイドFMによりノイズが少なくなったが、聞き逃したということもスマホが受信してURLを書き出してサイトにアクセスしてくれる。また、スピーカーにもスマホから音楽やラジオの音をH!ntに送る。単独でBluetoothスピーカーとしても使いたい。形状が「ワインボトル風」であることなどを挙げた。
自身で作るには無理なので作れそうな人材がいるグッドスマイルカンパニーの社長と話をしたら、近くにCerevoの別の企画でいた人間を紹介してもらい、吉田との面識がある人間がその場で数名確定した。デザインや大きさや形状や初期での機能など決まったが、大量生産する資金なんて無いし、金型から作るなら少ない人数では大幅な赤字になる。そもそも、このラジオがほしいと思う人間も人数も不明だから、それならとクラウドファンディングを使うことになり (CAMPFIRE) サイトに登録した。
2016年7月20日より開始した。当初から設定金額の「13.000.000円」や複数のリターンを用意していたが、話し合いの間で毎回、形状の色の追加や新しくリターン付や様々に追加変更など多岐にわたり、残り30日を切った頃の達成が64%ぐらいぎりぎりであった。そこでニッポン放送側が動き、吉田自身を社内でやっている複数の番組に宣伝のためいくつかゲストとして出演。「徳光和夫 とくモリ！歌謡サタデー」や「垣花正 あなたとハッピー！」や「あさぼらけ」上柳昌彦アナにHintを紹介！！」をした結果、2016年9月5日深夜1時に目標金額が達成できた。期限まで残り15日、9月6日時点で「14.080.000円」、参加人数「549人」になっていた。
商品の発送予定が2017年3月以降とされている。その後、翌日に本体での機能を切り替え時に、音声ガイド付き機能を追加し声優3人（野島健児、中村繪里子、田所あずさ）にシステム音声を追加するもすぐに完売。さらにデザイン担当のメチクロさんの専用本体デザイン1人に「30万円」が即時完売。総人数も「731人」となり総額も増えて製作量も増える。残り2時間に支援総額が「29.117.000円」達成率223%、1190人になり、ラスト1時間を切ると参加人数が増えまくり、最終結果：支援総額が「30.455.500円」達成率234%、1250人、campfireサイト運営市場歴代1位になり最大金額になった。2016年11月より吉田のtwitterにて、元々計画していた一般販売も来年春頃を予定に追加されそのための金属金型でもあった。

### 「オタク」に関するエピソード
放送業界で1、2を争うアニメやゲームなどのオタクとして有名である。
- 2006年2月19日に横浜BLITZで開催された『ローゼンメイデン感謝祭』の司会を務め、以降、系列局以外の作品を含めアニメ・声優イベントの司会を多く務める。
- アニメ法務が専門の桶田大介弁護士は麻布高校の同級生で、アニメのビデオの貸し借りをする仲だった[30]。
- アニメ情報フリーペーパー『アニカン』で自身のコラム「アニラジアナFACT FILE」を載せている。
- 第二回オタク検定に合格[31]。
- 大学時代に落語研究会に所属していたこととオタク知識を活かし、十三代目冷奴として、同人CD『ヲタク落語』を製作、コミックマーケットにサークル参加して頒布している[3]（サークル名は『練馬産業大学落語研究会』[32]）。2012年12月現在、第十二集まで発行されており、ジャケットイラストは第一集〜第三集までがみずしな孝之の手によるガンダム、第四集以降は『ひだまりスケッチ』のイベントの司会を務めた際に同席していた蒼樹うめの書き下ろしである。 2011年8月にはニコニコ生放送のイベント『ニコニコ寄席』にて魔法少女まどか☆マギカと大工調べをミックスした創作落語『マギカ☆調べ』を披露した[33]。
- 2005年1月8日の『機動戦士ガンダムSEED DESTINY』第13話には、ラクス・クライン暗殺の命を帯びた特殊部隊隊長ヨップ・フォン・アラファス役の声優としてアニメに初出演し、ヨップは専用MSを与えられた。2007年10月期にフジテレビ系の『ノイタミナ』枠で放映された深夜アニメ『もやしもん』でも再び声優を務めた。これは制作会社からオファーがあったからである。
- 2009年4月の『くり万太郎のオールナイトニッポンR』で、ランカ・リー=中島愛の星間飛行をリクエストして4月17日放送された[34][出典無効]。
- ももいろクローバーZのファン。推しは高城れに。彼女の発言に始まり、周囲からはその細身の容姿をもじって『ゴボウ』と呼ばれている[35]。
- ビッグコミックスピリッツの漫画『ラストイニング』で描かれた、全国高校野球県予選決勝「聖母学苑×彩珠学院」の仮想実況番組を企画として提案。その結果、聖母学苑対彩珠学院の仮想実況番組が実現し、2010年12月23日に『ニッポン放送ホリデースペシャル ラストイニング 全国高校野球 県予選決勝 聖母学苑対彩珠学院』として放送された。この番組は、第48回ギャラクシー賞ラジオ部門 優秀賞を受賞している。
- マンガ大賞の発起人であり、実行委員を務めている。

### 「Twinavi公認アナウンサー」に関するエピソード
吉田は公私問わずTwitterを愛用しており日本初の『twinavi公認アナウンサー』として活躍している。日頃から「twitterはラジオに通ずるものがある。Twitter＝テキストラジオである」という考えを提唱している。
- 『宇宙GメンEX』で番組中PCを持ち込んでTwitter上で実況を行い、2009年9月より番組内でハッシュタグ機能を用いたTwitter大喜利を開催。2010年1月1日放送の『吉田尚記のオールナイトニッポン feat.ミュ〜コミ+』で3時台にTwitter大喜利を行った。
- 2009年12月22日に放送されたデジタルラジオSuono Dolceの特別番組『光都東京・LIGHTOPIA2009 Suono Dolce Christmas Live from Marunouchi』で、Twitterナビゲーターを担当してTwitterでライブ実況を担当した。
- 2010年1月、Twitterとの連動番組『ミュ〜コミ+』開始。番組と合わせて、番組と連動した「Twitter上の番組」を開始。
- 吉田はかねてより「Twitter本を出したい」と思っており、自身で企画書を書き、出版社に打診していた[36]が、2010年9月にTwitter本『ツイッターってラジオだ! 〜ナンバーワンツイッター番組のパーソナリティがつぶやくあなたの味方を増やす59の方法〜』を出版することになった。
  - 当初は『ミュ〜コミ+プラス』で吉田が発表後に、2010年8月17日25:00（午前1時）からラジオCMが解禁される予定が、手違いで13:00に放送されてCMとTwitter上で予定より先行して発表された[37]。
- 2010年4月4日、ニッポン放送で特別番組『これさえ聞けばつぶやける はじめてのTwitter』を放送。ゲストにtwitterユーザーである松尾貴史を招いて、リスナーにTwitterの使い方を指南しながら、Twitterの魅力を紹介した。番組終盤ではツイッターエンディングテーマのリクエストを募っていた。
- 2010年7月11日、ニッポン放送の2010年参議院議員選挙特別番組『黒岩祐治と池上彰のまるわかりニッポン！参院選開票スペシャル』（総合司会：上柳昌彦アナウンサー）で新党改革の選挙対策本部からの中継を担当。中継がない時間帯には、twitter上で中継の舞台裏を伝えたほか、随時選対本部の状況報告や議員への取材報告を行った。
- 「東北地方太平洋沖地震」が発生した2011年3月11日の深夜、関東ローカル[注 1]の震災報道番組で、「ミュ〜コミ+プラス」のアカウントを使用して地震情報を募り、その後「上柳昌彦 ごごばん!」などに出演してTwitterを中心に震災情報との関連性の分析報告に出演した。

### 「吉田ルーム」新部署設立に関するエピソード
アナウンサー以外にも外部の仕事をたくさんこなす吉田に対してニッポン放送は苦肉の策として新部署を設立。当初は休日にやるのであればいいだろうくらいのスタンスだったが、年間100本を超える仕事量となり個人業務の範疇を超えてしまった。外部の個人仕事でもニッポン放送に全額報酬を収めていた吉田に対して、通常アナウンサーが所属する「アナウンスルーム」は、収入を立てるセクションではないため経営陣はアナウンサーと兼務で、2015年4月1日、編成局内のデジタルソリューション部へ異動して、部内に名前が付いた「吉田ルーム」を設立した。
2017年1月1日付で、デジタル戦略促進に向けた組織変更のため「ビジネス開発センターデジタルソリューション部吉田ルーム」に変更。2019年現在、さらなる新規ビジネス発掘＆展開の願いを強めて「ビジネス開発局ネクストビジネス部・吉田ルーム副部長」の名称となっている。肩書はアナウンサーと副部長。

## 担当番組（ニッポン放送）

### 現在の出演番組
ニッポン放送
- ミューコミVR（2021年4月4日 - ）
- 吉田尚記のオールナイトニッポン（2004年8月10日 - ） - 不定期
- RADIO X-over（2024年11月4日 - ）

ニッポン放送 Podcasting STATION
- ニッポン放送アナウンサー 吉田尚記のPodcast

ミュ〜コミ+プラス サポーターズプラス Podcast
- 本格雑談くちをひらく（ラジオクラウド）- Voicyでも配信

吉田尚記のTwitCasting
- 週刊ラジオ情報センター（2016年11月 - ）[39]

マンガPark
- ミッション珍ポッシブル（2017年8月 - 、水 - 日）[40]

### 過去の出演番組
ニッポン放送
- YAGアニメラボ（2009年4月5日 - 2010年4月4日）
- 宇宙GメンEX（2009年4月 - 12月） - ヨシダ研究員として
- ミュ〜コミ（2006年4月 - 2009年3月）
- おいしいラジオ（2008年10月 - 2009年3月）
- 着ラジ
- 荘口彰久のallnightnippon-r 世紀末!東京道中膝栗毛（1999年10月 - 2000年9月）[注 2]
- 吉田尚記のallnightnippon-r（2000年10月 - 2001年3月）[注 3]
- 吉田尚記のLF+Rプロモーターズナイト（2001年7月 - 2002年3月）[注 4]
- LF+RフライングNIGHT!木曜・LF+R RECORDスペシャル（2001年10月 - 2002年3月）
- allnightnippon-r LF+R RECORD SPECIAL→オールナイトニッポンレコード（2002年4月 - 2005年10月）
- TOSHIBA Presents オールナイトニッポンリスナーズBEST（2002年10月 - 2004年3月）[注 5]
- 森永卓郎の朝はモリタク!もりだくSUN - リポーター
- 笑顔満開!ひでたけ・のりこの大吉ラジオ
- 吉田尚記のどうですか歌謡曲
- 梅田淳YOU LUCK情報局 - 主にリポーターとして出演
- タモリの週刊ダイナマイク（2004年10月 - 2005年3月）
- 東京キャラクターショーRADIO
- LF+R DREAM PLUS
- 西川貴教のオールナイトニッポン
- 西川貴教のallnightnippon SUPER!
- 熱血!!ラジカルチャー
- 有楽町アニメタウン - 声優の田中理恵と共演
- TEEN'S MUSIC WAVE（2000年4月 - 2007年3月）
- 松浦亜弥のオールナイトニッポン - コーナー進行の際に度々登場した。月1回ほど
- メダマ!?ラジオ（2007年）- 2007年ナイターオフ番組
- ユミリーの素敵な時間（2007年10月 - 2008年3月） - アシスタント
- ショウアップナイターハイライト（2008年） - 2008年度ナイターシーズン番組
- テリー伊藤の頑張れ星野ジャパン!野球日本代表応援団（2008年7月 - 8月）- テリーとたい平のってけラジオ内
- サタデーキューティナイト アイドルスタジオNo.1（2010年10月 - 2011年3月）
- オールナイトニッポンGOLD app10.jp（2011年4月 - 2012年3月）
- テリー伊藤 サンデーのってけラジオ（2010年7月 - 2012年9月） - リポーター
- 吉田尚記 BUZZ ニッポン（2012年10月 - 2013年3月）
- 吉田尚記がアニメで企んでる（2013年4月 - 2014年3月）
- ユミリーの素敵な扉（2008年10月 - 2013年3月） - アシスタント
- オールナイトニッポンGOLD（月 - 水） - 交通情報担当
- オールナイトニッポンGOLD 吉田尚記 dスタジオ（2015年5月 - 9月）
- オールナイトニッポン MUSIC10 吉田尚記 dスタジオ（2015年9月 - 2016年3月）
- 里崎智也と吉田尚記 今夜もオトパラ!（2016年10月 - 2017年3月）
- 吉田尚記のコミパラ!
- ミュージカル刀剣乱舞ラジオ（2018年4月16日 - 2019年3月31日） - アシスタント
- BanG Dream!Presents ポッピンラジオ!（2019年9月30日 - 12月30日） - アシスタント
- BanG Dream!Presents RoseliaのRADIO SHOUT!（2020年1月6日 - 3月30日） - アシスタント
- BanG Dream!Presents RAISE A SUILENのRADIO R・I・O・T（2020年4月6日 - 6月29日、2021年1月4日 - 3月29日） - アシスタント
- BanG Dream!Presents モニカラジオ（2020年7月6日 - 9月28日） - アシスタント
- Lyrical Lilyのリリリのリ♪（2020年10月5日 - 12月28日） - アシスタント
- ミューコミプラス（2010年1月5日 - 2021年3月25日）
  - 放送終了後も宿直として、『オールナイトニッポン』『オールナイトニッポン0 (ZERO)』内でニュース・地震などの速報を伝えていた。本人は朝のニュースワイド担当のアシスタント[注 6]が局に入るまでは待機している旨をツイートしている
  - 2019年4月以降は原則として「一翔剣」名義での出演。ただし、上述のように番組内で臨時ニュースを報じる場合などは吉田名義で進行していた
- 辛坊治郎ズーム そこまで言うか!（2021年3月31日 - 9月29日） - 代理パーソナリティ
- ソードアート・オンエアー（2019年10月1日 - 2022年1月25日） - アシスタント
- BanG Dream!Presents RoseliaのRADIO SHOUT!（2021年4月5日 - 6月28日） - アシスタント
- 吉田尚記のFUKABOLIX（2021年5月1日 - 2023年3月27日）
- ANIMEコンシェルジュ（2022年2月1日 - 2024年9月24日）
- おしえてメディアミックス!（2023年4月3日 - 11月27日→2024年5月25日 - ）
- 吉田尚記のオタクガストロノミー（2023年4月14日 - 2024年3月22日）
- 岩谷麻優 輝きラジオ!（2023年12月4日 - 2024年10月28日）

LFX488
- 吉田尚記のブロードバンド!ニッポン（水曜）

ニッポン放送 Podcasting STATION
- ミューコミ セレクト・カウントダウン→ミューコミ漫画喫茶（週1回、木曜日更新）
- 裏アニータン!（週1回、月曜日更新）
- 吉田尚記の有楽町ゲームタウン（2007年4月 - 12月、週1回更新）
- 有楽町アニメ塾（2008年1月 - 2009年12月25日）
- YAGアニメラボ零（2010年1月4日 - 4月2日）

FM補完放送試験放送（現：HappyFM93）
- 吉田尚記の当たり障りのないラジオ（2015年10月 - 12月7日） - 試験放送期間中随時放送

### 単発の出演番組
- オールナイトニッポンR スペシャルナイト・吉田尚記のゲームナイトニッポン
- 小栗旬のオールナイトニッポン - 回線を使っての放送の時に登場する
- ミュージックスクランブル（裏送り放送、2009年9月14日から18日放送分） - 山本剛士の代理
- THE MUSICMANのオールナイトニッポンGOLD（2010年3月23日）
- くり万太郎のオールナイトニッポンR（2010年9月16日）
- 垣花正 あなたとハッピー!（2010年9月21日 - 23日） - 飯田浩司不在時の代理
- 荘口彰久のオールナイトニッポン『東京道中膝栗毛』
- 石井一久のオールナイトニッポン
- 上柳昌彦 ごごばん!（2013年1月28日） - 上柳昌彦欠席時の代理
- KahoのオールナイトニッポンGOLD（2013年12月26日）
- 吉田尚記のなるほど!漢字講座（2015年12月23日・2016年5月4日） - パーソナリティ
- 稲葉浩志のオールナイトニッポンGOLD（2016年1月15日）
- 土屋礼央 レオなるど（2016年5月2日） - 土屋礼央欠席時の代理
- ニッポン放送ホリデースペシャル『世界に羽ばたけ!次世代アスリート』（2016年5月5日） - パーソナリティ
- 吉田尚記のオールナイトニッポン 年越しスペシャル（2016年12月31日） - ゲスト：久保ミツロウ、加藤鷹
- オードリーのオールナイトニッポン（2011年2月26日、2013年4月20日） - ゲストとして
- 第43回ラジオ・チャリティー・ミュージックソン（2017年12月24日 - 25日） - 吉田飯田の仲良し募金隊
- ももいろクローバーZ ももクロくらぶxoxo（2020年4月19日） - テレワーク出演に伴うスタジオ待機対応
- ももいろクローバーZのオールナイトニッポンPremium 〜第6回ももいろ歌合戦 ラジオで生中継〜（2022年12月31日） - 現場インタビュー
- 太田胃酸presentsももいろクローバーZ 第7回ももいろ歌合戦ラジオで生中継（2023年12月31日） - いぎなり東北産の橘花怜とのWパーソナリティ
- ナイタースペシャル「Road to 日比谷音楽祭2025」（2025年5月8日） - アシスタント
- 吉田尚記のオールナイトニッポンPremium（2022年10月29日） - ニッポン放送では日本シリーズ中継に伴い、ネット局への裏送り

## ラジオ出演（ニッポン放送以外）
- レコメン!（2010年1月11日[注 7]、9月20日、文化放送）
- angelaのsparking!talking!show!（2010年9月11日、東海ラジオ他[注 8]）
- 電磁マシマシ（2012年4月7日、CBCラジオ） - トーンコネクト代表取締役CMOとして
- 吉田尚記のラジカントロプス2.0（2010年9月18日、アール・エフ・ラジオ日本）
- 渡辺和昭のしゃべってしゃべって60分（2010年9月20日、ラジオNIKKEI）
- OH! HAPPY MORNING（2010年10月28日、29日、JFN系列）
- サントリー・サタデー・ウェイティング・バー（2010年10月30日、TOKYO FM他・JFN系列）
- やまだひさしのラジアンリミテッドF（2010年12月3日深夜、2011年6月24日深夜、TOKYO FM他・JFN系列） - T.M.Revolution 西川貴教が出演したゲストコーナーにてコメント出演
- ラジプリズム（2013年9月9日、中国放送）
- ウイークエンドバラエティ 日高晤郎ショー（2016年4月9日、STVラジオ）
- Pop'n Rollにズキューン（2016年4月9日、STVラジオ）
- 藤井孝太郎のログイン!よる☆PA（2016年4月10日、STVラジオ）
- ラジオナイトサミット（2017年11月11日、2018年8月25日、静岡放送） - ゲストパネラーとして出演
- ラジオで平成ネット史（仮）（2019年3月21日、NHKラジオ第1） - パーソナリティ
- 山崎怜奈の誰かに話したかったこと。（2021年1月19日、3月23日、TOKYO FM）

## ラジオ以外の出演

### テレビ
現在出演中
- ミュ〜コミ＋TV（毎月第4金曜日、スカパー！）
- 二次元領域拡大通信（毎月第1金曜日、BSフジ）

過去の出演
- 新・週刊フジテレビ批評（2013年3月23日、2019年3月23日、20日、フジテレビ）
- ボーカロイド歌謡祭（2013年4月6日、7月27日、フジテレビ） - 司会
- 魁!音楽番付〜EIGHT〜（2013年7月17日、フジテレビ）
- アフロの変（2014年10月17日 - 、フジテレビ）
- LF+Rモーニング YOUNG LIVE JAPAN（フジテレビ721、BSフジ）
- ヤングライブニッポンLF+RミュージックTV（フジテレビ721、BSフジ）
- ニュース シブ5時（2015年10月9日、NHK総合） - シブ5時芸能部『ラブライブ!』特集
- MAG・ネット（2010年4月11日、NHK BS2） - 特集・マンガ大賞2010
- J-MELO
  - アニメソング・スペシャル（2010年7月26日、NHKワールドTV/8月1日総合テレビ）[41]
  - Music discovery special（2012年5月12日BSプレミアム）[42]
- シャド場〜シャドウバースで繋がるゲームバラエティ〜（2017年10月6日 - 2019年3月30日、TOKYO MX）
- DEEMO THE MOVIE 歌姫オーディション〜令和歌姫プロジェクト〜（2020年4月12日 - 7月5日、BS日テレ）
- 特別番組「押井守とOVA」前編（2025年1月4日、衛星劇場）[43]

### テレビアニメ
- 機動戦士ガンダムSEED DESTINY 第13話・第14話（2005年1月8日・15日、MBS制作・TBS系） - ヨップ・フォン・アラファス
- もやしもん 第3話（2007年10月25日、フジテレビ系『ノイタミナ』） - アルペルギルス・ニガー、アスペルギルス・アワモリ
- テルマエ・ロマエ 第5話（2012年1月26日、フジテレビ系『ノイタミナ』） - 山賊4
- 夏雪ランデブー 第8話（2012年8月23日、フジテレビ系『ノイタミナ』） - TV司会者吉田
- 惡の華 第10話（2013年6月9日） - 警官
- ウィザード・バリスターズ 弁魔士セシル 第12話（2014年4月3日） - アナウンサー
- みならいディーバ（※生アニメ）（2014年） - ごぼうちゃん / 制作総指揮も担当
- D4DJ First Mix（2021年1月29日、TOKYO MX 他） - 海原ハルキ

### 劇場アニメ
- アリスとテレスのまぼろし工場（2023年） - ラジオDJ

### 吹き替え
- ムタフカズ -MUTAFUKAZ-（2018年） - レポーター[44]

### OVA
- デトロイト・メタル・シティ - 吉田尚記

### 映画
- デトロイト・メタル・シティ（2008年、東宝） - 吉田尚記

### 舞台
- ナナマル サンバツ THE QUIZ STAGE（2018年） - 新名匠
- ナナマル サンバツ THE QUIZ STAGE ROUND 2（2019年） - MC吉田
- ナナマル サンバツ THE QUIZ STAGE O（2021年） - ヨシダ

### ゲーム
- D4DJ Groovy Mix（2021年） - 海原ハルキ[45]

### CM
- バイク王
- 正論
- 正栄食品工業
- メッセグループ
- くるまやラーメン
- アグロ カネショウ
- 呉工業
- 直居ユミリープロデュース フォルテッシモ
- 理研ビタミン
- 森永製菓
- 米津玄師『orion』

### インターネット放送
- ノイタミナラインナップ発表会（2011年 - 、ニコニコ生放送）
- ノイタミナWebラジオ（2011年1月14日 - 2015年4月2日、音泉）
  - あの花 neets ノイタミナラジオ（公式：木曜日深夜更新、音泉：金曜日更新：2013年7月12日 - 2013年9月20日）[46]
- Xperia presents 吉田尚記 XYZ（2013年4月2日 - 2015年3月31日、ニコニコ生放送・ニコニコチャンネル）
- ジャパネットたかた『Webスタ!』（2011年7月18日）
- ぽにきゃん!アイドル倶楽部（2013年2月4日、ニコニコ生放送） - レギュラーMC
- アニメ化大賞 powered byポニーキャニオン（2013年7月24日 - 、ニコニコ生放送）[47][48] - 司会
- 電子書籍アワード2014（2014年3月30日、ニコニコ生放送） - メインMC
- auスマートパスpresents 『進撃の巨人』プロジェクションマッピング生中継（2014年4月10日、ニコニコ生放送）
- 【進撃の巨人×リアル脱出ゲーム】脱出ゲームニコ生特別公演『超大型胃袋からの脱出』（2014年4月12日、ニコニコ生放送）
- マダ、ナイ、ラジヲ。（音泉：2014年7月12日 - 11月24日）[49]
- 『コミュ障のワタシよ、さようなら』（2014年5月2日 - 8月15日、ニコニコ生放送） - 本人のコミュニティにて
- 吉田尚記のdアニメストアでナイト（2014年9月26日 - 2015年9月17日、ニコニコ生放送・吉田尚記のdアニメストアでナイト公式チャンネル）
- 吉田尚記 dスタジオ supported by docomo（2015年4月23日 - 、ニコニコ生放送）[50]（FRESH!、2016年12月22日 - 「アーカイブあり」）
- 【加藤夏希・佐久間宣行・吉田尚記】日本アニメ（ーター）見本市 勝手に鑑賞会（2015年7月10日、ニコニコ生放送）
- 新作『シュタインズ・ゲートゼロ』発売記念『シュタインズ・ゲート』特番【闘TV】（2015年12月5日、ニコニコ生放送）
- ポニーキャニオン50周年50時間連続放送『ポニキャン50TV』（2016年10月8日 - 10月10日、ニコニコ生放送、LINE LIVE、AbemaTV FRESH!、YouTube Live） - 4ヶ所同時配信、連続配信、OP司会、ぽにきゃん！アイドル倶楽部の司会など
- みんなで考えよう 日本のマンガ・アニメ・ゲームの未来 〜第1回 クリエーターはこの先生き残れるのか？〜（2016年11月23日、ニコニコ生放送）[51]
- みんなで考えよう 日本のマンガ・アニメ・ゲームの未来 〜第2回 クリエーターはこの先生き残れるのか？〜（2016年12月15日、ニコニコ生放送）
- みんなで考えよう 日本のマンガ・アニメ・ゲームの未来 〜第3回 クリエーターはこの先生き残れるのか？〜（2016年12月20日、ニコニコ生放送）
- notallミュージックトークライブ『6U』（2021年11月24日、wallop）[52]

### マルチメディア放送
- 吉田尚記がアニメで企んでる（2013年4月 - 、NOTTV1）

### ステージイベント
- ようこそ妄想営業部へ❤（2019年 - ） - 吉田ヒサノリ[53]

## 書籍

### 単行本
- ツイッターってラジオだ! ナンバーワンツイッター番組のパーソナリティがつぶやくあなたの味方を増やす59の方法（2010年9月、講談社）
- なぜ、この人と話をすると楽になるのか（2015年2月、太田出版）
- コミュ障でも損しない方法38（2018年1月、日本文芸社）
- 没頭力 「なんかつまらない」を解決する技術（2018年3月、太田出版）
- あなたの不安を解消する方法がここに書いてあります。（2020年4月、河出書房新社 14歳の世渡り術）
- 元コミュ障アナウンサーが考案した 会話がしんどい人のための話し方・聞き方の教科書（2020年8月、アスコム）

### 共著
- 新しい地図の見つけ方（2016年9月 KADOKAWA、共著：宇野常寛）
- アドラー式「しない」子育て（2017年7月 白泉社、共著：向後千春）
- どうすれば幸せになれるか科学的に考えてみた（2017年9月 KADOKAWA、共著：石川善樹）
- 何も持ってないのに、なんで幸せなんですか？ - 人類学が教えてくれる自由でラクな生き方（2025年2月 亜紀書房、共著：奥野克巳）

### 漫画原作
- コミュ障は治らなくても大丈夫 コミックエッセイでわかるマイナスからの会話力（2016年6月、KADOKAWA、作画：水谷緑）

## 個人活動

### 教員
- N高等学校・クイズ研究会特別顧問（2016年 - ）[54]

### ライブ・イベント主催
- 吉田尚記トライアルVol.1『目をつぶって飛べ!』（2009年5月23日、ライブハウス多作）
- #jz2-ジョーゼツ- 吉田尚記の場外ラジオ（2013年3月15日、ニッポン放送 イマジンスタジオ） - ニコニコ生放送でも同時。以後不定期開催
- ヨシダワイヤー - 吉田がアニソンをリミックスするDJイベント。不定期開催

### 落語家
※高座名は『十三代目冷奴』
CD
| #  | タイトル                                                          | 発売日         | 型番-JANコード   | 管理番号  |
| -- | ----------------------------------------------------------------- | -------------- | ---------------- | --------- |
| 1  | ヲタク落語第一集 『ヲタク落語 大地に立つ!』                       | 2006年8月      | WOTAKURAKUGO-001 | 186121846 |
| 2  | ヲタク落語第二集 『高座の中心でアニメを叫んだけもの』             | 2006年12月     | WOTAKURAKUGO-002 | 186116223 |
| 3  | ヲタク落語第三集 『星の鼓動は、アニメ』                           | 2007年8月      | WOTAKURAKUGO-003 | 186125790 |
| 4  | ヲタク落語第四集 『落語を知らず揺れるゆりかご』                   | 2007年12月31日 | WOTAKURAKUGO-004 | 186126078 |
| 5  | ヲタク落語第五集 『高座の上のポニョ』                             | 2008年8月17日  | WOTAKURAKUGO-005 | 186114109 |
| 6  | ヲタク落語第六集 『ヲタク落語第六集 『噺・おぼえていますか』      | 2008年12月30日 | WOTAKURAKUGO-006 | 186114114 |
| 7  | ヲタク落語第七集 『噺家でしょでしょ?』                            | 2009年8月16日  | WOTAKURAKUGO-007 | 186114110 |
| 8  | ヲタク落語第八集 『落語プラス 国民的噺家、デビュー!!』            | 2009年12月31日 | WOTAKURAKUGO-008 | 186114113 |
| 9  | ヲタク落語第九集 『ヲタク落語 新高座版：破』                      | 2010年8月15日  | WOTAKURAKUGO-009 | 186114108 |
| 10 | ヲタク落語第十集 『俺のドラクエがこんなに古典なわけがない』       | 2010年12月31日 | WOTAKURAKUGO-010 | 186114112 |
| 11 | ヲタク落語第十一集 『アニメも、落語も、あるんだよ。』             | 2011年8月14日  | WOTAKURAKUGO-011 | 186114111 |
| 12 | ヲタク落語第十二集 『あの日見た噺の名前を僕達はまだ知らない。』   | 2011年12月31日 | WOTAKURAKUGO-012 | 186117546 |
| 13 | ヲタク落語第十三集 『残酷な天使の高座』                           | 2012年8月12日  | WOTAKURAKUGO-013 | 186117547 |
| 14 | ヲタク落語第十四集 『汎用人型決戦落語』                           | 2012年12月31日 | WOTAKURAKUGO-014 | 186121150 |
| 15 | ヲタク落語第十五集 『ヲタク落語第十五集 『角立ちぬ』              | 2013年8月11日  | WOTAKURAKUGO-015 | 186123005 |
| 16 | ヲタク落語第十六集 『二つ目でも恋がしたい!』                      | 2013年12月31日 | WOTAKURAKUGO-016 | 186124794 |
| 17 | ヲタク落語第十七集 『僕らは噺の中で』                             | 2014年8月17日  | WOTAKURAKUGO-017 | 186128180 |
| 18 | ヲタク落語第十八集 『席亭これくしょん』                           | 2014年12月30日 | WOTAKURAKUGO-018 | 186129455 |
| 19 | ヲタク落語第十九集 『響け!出囃子』                                | 2015年8月16日  | WOTAKURAKUGO-019 | 186133910 |
| 20 | ヲタク落語第二十集 『古典落語 THE ORIGIN』                        | 2015年12月31日 | WOTAKURAKUGO-020 | 186135210 |
| 21 | ヲタク落語第二十一集 『こうざは ばつぐんだ!                       | 2016年8月14日  | WOTAKURAKUGO-021 | 186147314 |
| 22 | ヲタク落語第二十二集 『二つ目!!! on ICE』                         | 2016年12月30日 | WOTAKURAKUGO-022 | 186147315 |
| 23 | ヲタク落語第二十三集 『ようこそ長屋パークへ』                     | 2017年8月12日  | WOTAKURAKUGO-023 | 186147316 |
| 24 | ヲタク落語第二十四集 『古典落語〜椅子から見るか?桟敷から見るか?』 | 2017年12月30日 | WOTAKURAKUGO-024 | 186147317 |
| 25 | ヲタク落語第二十五集 『ラクゴに恋は難しい』                       | 2018年8月12日  | WOTAKURAKUGO-025 | 186153038 |
| 26 | ヲタク落語第二十六集 『転生したら与太郎だった件』                 | 2018年12月31日 | WOTAKURAKUGO-026 | 186153039 |
| 27 | ヲタク落語第二十七集 『転失気の子』                               | 2019年8月11日  | WOTAKURAKUGO-027 |           |

### 司会者
- TEENS' MUSIC FESTIVAL（2000年 - 2006年）
- STARCHILD FESTIVAL
- ヤングガンガンフェスティバル
- メディアファクトリー 秋のアニメフェスティバル
- その執事、狂騒〜赤いバレンタイン〜
- IS ワンオフ・フェスティバル!
- ワグナリア 〜夏の大感謝祭〜
- ワグナリア 〜夏の大大感謝祭〜
- ワグナリア 〜夏の小感謝祭〜
- Angel Beats! Fes. ‐Thousand Bravers‐
- AチャンネルFes! 〜みんなで仲良くAしましょ!〜
- 青の祓魔師 BLUE NIGHT FES.
- ミュ〜コミ+プラス presents アニメ紅白歌合戦
- 妖狐×僕SS 〜シークレットなサービスなんて し、しないんだからね！〜
- おおきく振りかぶって 〜オレらの夏は終わらない〜
- TVアニメ『マギ』前夜祭-マハラガーン
- 夏だ!ドリルだ!グレンラガン祭 大グレン団総決起集会!!
- 超ひだまつりin日本武道館
- 竹達彩奈 “apple symphony” the Birthday
- サーバント×サービス 鯖祭2013
- ノイタミナラインナップ発表会（ニコニコ生放送：同時配信）
- ぽにきゃん!アイドル倶楽部 感謝祭
- ニコニコ超会議3 - 超音楽祭2014 任天堂スペシャルビッグバンド
- 茅原実里 重大発表記者会見
- マギフェス -The festival of magic
- 君と僕。イベント 穂稀高校春祭り キミ踊る、サクラ咲く
- ノラガミ スペシャルイベント〜あなたにご縁があらんことを〜
- ももいろクローバーZ ももクロくらぶxoxo バレンタイン DE NIGHT だぁ〜Z!
- 『WORKING!!』『サーバント×サービス』夏祭りだよ!!全員集合
- これでさいごだよっ！ワグナリア〜初夏の大大大大感謝祭〜
- Magia Day 2018・2019
- 『ようこそ妄想営業部へ 〜もしも声優がスーツ男子だったら、あなたはナニさせる？〜』
- アナザーエデン 時空を超える猫【公式】 - YouTube　こみゅなま以外のほぼ全配信を担当
- アイドル歌会（司会、企画、短歌の選者を兼任）